# 후아네스
후아네스(Juanes, 본명: 후안 에스테반 아리스티사발 바스케스(Juan Esteban Aristizábal Vásquez), 1972년 8월 9일 ~ )은 콜롬비아의 록 음악가이다. 1980년대와 1990년대에 후아네스는 헤비 메탈 밴드인 에카이모시스(Ekhymosis)의 멤버였으나 솔로 활동을 위해 1998년에 그룹을 해산했다. 그의 2000년 솔로 데뷔 앨범인 Fíjate Bien은 상업적으로 성공했고 3개의 라틴 그래미 어워드를 수상했다.